# Islandská vlajka

Islandská vlajka
Poměr stran: 18:25

Islandská státní vlajka
Poměr stran: 18:32

Vlajka Islandu je tvořena modrým listem o poměru stran 18:25 se skandinávským křížem – červeným, bíle lemovaným.
Modrá barva na vlajce symbolizuje moře (Atlantik a Severní ledový oceán) a oblohu, bílá gejzíry, ledovce a sníh, červená barva pak symbolizuje oheň islandských vulkánů a jejich horkou lávu. Kříž zdůrazňuje vztah Islandu k ostatním skandinávským státům a národům a červená barva kříže také připomíná dánskou vlajku a Dánsko, které Island od 14. století ovládalo.

Rozměry islandské vlajky
Rozměry islandské státní vlajky
Vlajka islandského prezidenta Poměr stran: 18:32

## Historie
Prvními návštěvníky Islandu, ostrova na pomezí Atlantského a Severního ledového oceánu, byli pravděpodobně irští mnichové na konci 8. století. Název (v překladu Ledová země) dali ostrovu v 9. století Vikingové, kteří ostrov navštívili v zimním období. Kolem roku 930 byl založen národní sněm Althing, který je pokládán za nejstarší evropský parlament. Ostrov byl poté kolonizován Nory, roku 1380 se však dostal pod svrchovanost Dánska a na jeho území mohla být vyvěšována pouze dánská vlajka.
12. července 1809 Jørgen Jørgensen (dánský obchodník, korzár a tlumočník) svrhl dánského guvernéra na Islandu, vyhlásil nezávislost ostrova, sám se jmenoval jeho vládcem a v Reykjavíku vztyčil svou vlajku. Žádné vyobrazení této vlajky se nedochovalo, pouze popis: jednalo se o modrý list se třemi bílými treskami bez hlavy. Treska je starý islandský symbol, již v roce 1589 byla bezhlavá, ale korunovaná treska ve štítu islandského znaku, v roce 1593 byla na pečeti ostrova a asi od 16. století byla korunovaná stříbrná, bezhlavá treska oficiálním znakem Islandu. Asi po dvou měsících byla obnovena dánská vláda, Jørgensen zatčen a obnoveno užívání dánské vlajky.
Přibližně v roce 1870 navrhl islandský výtvarník Sigurður Guðmundsson novou vlajku, jež byla tvořena modrým listem s vyobrazeným bílým, sedícím sokolem. Ta byla poprvé vztyčena v létě roku 1873 na jihozápadě ostrova v oblasti Þingvellir, poblíž vzniku Althingu. V roce 1874 byla tato vlajka, v rámci oslav 1000 let osídlení ostrova a v souvislosti se sílícím národním hnutím, vyvěšována po celé zemi (není obrázek).
V březnu roku 1897 navrhl islandský básník Einar Benediktsson v novinovém článku národní vlajku, která byla (dle něho, na rozdíl od vlajky se sokolem) slučitelná s tradicemi a vlajkami ostatních severských národů. Návrh tvořil modrý list s bílým skandinávským křížem. V létě téhož roku byla neoficiální, ale populární vlajka poprvé vztyčena v Reykjavíku, oficiálnímu přijetí zabránily dánské úřady, vlajka byla podle nich příliš podobná švédské nebo řecké vlajce. Tato vlajka je téměř shodná (až na odstín a poměr stran) se současnou vlajkou britských Shetland.
1. února 1904 byla Islandu přiznána autonomie, dalším podnětem k národněosvobozeneckému hnutí bylo vyhlášení nezávislosti Norska v roce 1905. 12. června 1913 byl dánskou lodí pobřežní stráže zatčen Einar Petursson, mladý Islanďan, který vesloval v malém člunu s modrou vlajkou s bílým křížem u Reykjavického přístavu. Zabavení vlajky vedlo k pobouření, protestním shromáždění a následně k ještě většímu všeobecnému užívání této vlajky. Výzvy k přijetí této vlajky parlamentem byly dánskými úřady i králem nadále odmítány.
Student Matthias Thordarson (Þórðarson) proto navrhl další vlajku (vycházející z předchozí), která však měla místo bílého kříže kříž červený, bíle lemovaný. 22. listopadu 1913 byla tato vlajka královským výnosem přijata za islandskou národní vlajku (výnos byl podepsán dánským králem Kristiánem X. až 19. června 1915. Vlajka se mohla (dle královského nařízení) vyvěšovat pouze na pevnině. Vlajka byla téměř shodná s vlajkou současnou, tehdy však měla světlejší odstín modré barvy.
30. listopadu 1918 byla vytvořena personální unie s Dánskem, 1. prosince pak bylo vyhlášeno Islandské království a dánský král Kristián X. se stal i islandským králem. Národní vlajka zůstala zachována, od 12. února 1919 se stala i vlajkou obchodní a mohla se tak užívat i na moři.
V květnu 1940 byl ostrov, po německé okupaci Dánska a Norska a úmluvě s islandskou vládou, obsazen britským vojskem, které bylo v červenci 1941 vystřídáno armádou USA. Suverenita Islandu však zůstala zachována. Referendum z 23. května 1944 vedlo ke zrušení svazku s Dánskem a 17. června 1944 byla vyhlášena Islandská republika. Stejný den byl schválen zákon č. 34 (s platností od 24. srpna 1944), kterým byla zavedena nová státní vlajka.
Vlajka s korunovaným sokolem byla užívána v letech 1921–1944 jako královská standarta.

Dánská vlajka Islandu (1380–1915) Poměr stran: 28:34 až 28:37
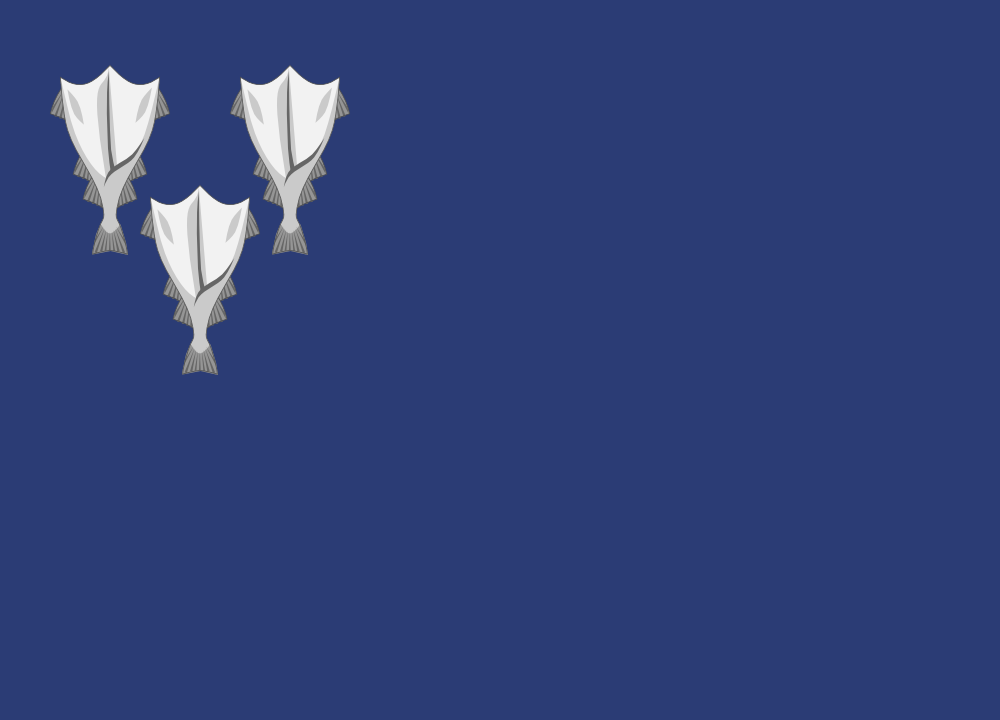
Rekonstrukce Jørgensenovy vlajky jako "protektora" Islandu Poměr stran: neznámý
Návrh islandské vlajky (Hvítbláinn) (1897)
Islandská národní vlajka,  (1913/15–1918),  vlajka Islandského království (1918–1944) Poměr stran: 18:25
Islandská královská standarta (1921–1944) Poměr stran: 18:25